# Острів (Білоцерківський район)
О́стрів — село в Рокитнянській селищній громаді Білоцерківського району Київської області України. Населення становить 1537 осіб (2024). Храм відноситься до УПЦ,
настоятель протоієрей Андрій Харчишин.

## Географія
Село Острів розташоване на острові, який утворюють річка Рось та її притоки.

## Історія
Станом на 1885 рік у колишньому власницькому селі, центрі Острівської волості Васильківського повіту Київської губернії, мешкало 1958 осіб, налічувалось 312 дворових господарств, існували православна церква, школа та 3 постоялих будинки.
За переписом 1897 року кількість мешканців становила 3093 осіб (1503 чоловічої статі та 1590 — жіночої), з яких 3024 — православної віри.

## Населення

### Мова
Розподіл населення за рідною мовою за даними перепису 2001 року:
| Мова       | Відсоток |
| ---------- | -------- |
| українська | 98,5%    |
| російська  | 1,46%    |

## Пам'ятки
У селі є дерев'яна церква святого Архистратига Михаїла (1740 р.).
Метричні книги, клірові відомості, сповідні розписи церкви св. Михаїла с. Острів Острівської волості Васильківського пов. Київської губ. зберігаються в ЦДІАК України http://cdiak.archives.gov.ua/baza_geog_pok/church/ostr_001.xml [Архівовано 3 березня 2022 у Wayback Machine.]

## Відомі люди
- Катерина Григоренко — уродженка села Острів, член збірної команди України з лижних гонок, чемпіонка України 2005 року, учасниця Зимових Олімпійських ігор у Турині (2006) та чемпіонату світу 2007 року в Японії.
- Олефір Олександр Павлович (1992—2015) — старший солдат Збройних сил України, учасник російсько-української війни.